# Ťia Lan-pcho
Ťia Lan-pcho (čínsky pchin-jinem Jia Lanpo, znaky 杨钟健, 25. listopadu 1908 Jü-tchien – 8. července 2001) byl čínský paleontolog. Spolu s kolegy jako byl například Pchej Wen-čung patří ke slavné generaci zakladatelů čínské antropologie. V roce 1929 promoval na Huiwenské akademii a o dva roky později odešel pracovat na vykopávkách do Čou-kchou-tienu. Profesora Peje vystřídal v letech 1935–1937 jako vedoucí vykopávek. Od roku 1949 zastával mnohé významné vědecké funkce; v terénu ale nikdy nepřestal pracovat. Mezi západními vědci je vzpomínán i proto, že jim pomohl zprostředkovat výsledky čínského výzkumu.
Jeho zpopelněné pozůstatky odpočívají v Čou-kchou-tienu spolu s ostatky Pchej Wen-čunga a Jang Čung-ťiena.
Mezi jeho nejznámější knihy, publikované i na západě, patří Raný člověk v Číně a Historie pekingského člověka.